# Mittlerer Kraichgau
Mittlerer Kraichgau este o arie protejată (arie specială de conservare — SAC, sit de importanță comunitară — SCI) din Germania întinsă pe o suprafață de 2.711,34 ha, integral pe uscat.

## Localizare
Centrul sitului Mittlerer Kraichgau este situat la coordonatele 49°04′22″N 8°41′10″E / 49.0728°N 8.6861°E.

## Înființare
Situl Mittlerer Kraichgau a fost declarat sit de importanță comunitară în ianuarie 2005 pentru a proteja 1 specie de plante și 11 specii de animale. Situl a fost protejat și ca arie specială de conservare în ianuarie 2019.

## Biodiversitate
Situată în ecoregiunea continentală, aria protejată conține 12 habitate naturale: Lacuri eutrofice naturale cu vegetație de tip Magnopotamion sau Hydrocharition, Cursuri de apă de la nivel de câmpie la nivel montan, cu vegetație Ranunculion fluitantis și Callitricho-Batrachion, Pajiști uscate seminaturale și facies de acoperire cu tufișuri pe substraturi calcaroase (Festuco-Brometalia) (* situri importante pentru orhidee), Pajiști uscate seminaturale și facies de acoperire cu tufișuri pe substraturi calcaroase (Festuco-Brometalia) (* situri importante pentru orhidee), Liziere de ierburi înalte hidrofile de câmpie și de nivel montan până la alpin, Fânețe de joasă altitudine (Alopecurus pratensis, Sanguisorba officinalis), Izvoare petrifiante cu formare de travertin (Cratoneurion), Pante stâncoase calcaroase cu vegetație casmofită, Păduri de fag Luzulo-Fagetum, Păduri de fag Asperulo-Fagetum, Păduri de stejar și carpen Galio-Carpinetum, Păduri aluvionare cu Alnus glutinosa și Fraxinus excelsior (Alno-Padion, Alnion incanae, Salicion albae).
La baza desemnării sitului se află mai multe specii protejate:
- plante (1): mușchi (Dicranum viride)
- amfibieni (2): izvoraș-cu-burta-galbenă (Bombina variegata), triton cu creastă (Triturus cristatus)
- mamifere (2): liliac cu urechi mari (Myotis bechsteinii), liliac comun (Myotis myotis)
- nevertebrate (7): Euplagia quadripunctaria, rădașcă (Lucanus cervus), fluturele purpuriu (Lycaena dispar), phengaris nausithous (Maculinea nausithous), Maculinea teleius, Vertigo angustior, Vertigo moulinsiana